# Stade Pater Te Hono Nui
Das Stade Pater Te Hono Nui ist ein Sportstadion in Papeete auf Tahiti, welches hauptsächlich für Fußballspiele und Leichtathletikwettbewerbe genutzt wird. Das dem FIFA-Standard entsprechende Stadion ist für 15.000 Zuschauer ausgelegt; rund 40 Prozent der Plätze sind überdacht. Alle Spiele der Fußball-Ozeanienmeisterschaft 2000 wurden hier ausgetragen. Für die Tahiti Nui X Games mit Motocross- und Skateboardwettbewerben wurden Teile des Feldes umgebaut.